# Kanton Poitiers-6
Kanton Poitiers-6 (fr. Canton de Poitiers-6) je francouzský kanton v departementu Vienne v regionu Poitou-Charentes. Skládá se z části města Poitiers a obce Biard.